# Wojciech Bik
Wojciech Bik (ur. 1964) – polski lekarz internista i endokrynolog nauczyciel akademicki, profesor nauk medycznych.

## Życiorys
Absolwent warszawskiego XIV Liceum Ogólnokształcącego im. Stanisława Staszica. W 1990 ukończył studia medyczne w I Wydziale Lekarskim Akademii Medycznej w Warszawie. W 1994 uzyskał specjalizację I stopnia z chorób wewnętrznych, a następnie w 1998 specjalizację II stopnia z chorób wewnętrznych i w 2003 specjalizację II stopnia z endokrynologii.
Stopień doktora nauk medycznych uzyskał w 2004 w Centrum Medycznym Kształcenia Podyplomoweho w Warszawie na podstawie pracy pt. Ocena wpływu leptyny i naczyniowego peptydu jelitowego(VIP) na układ immunologiczny i endokrynny w warunkach ostrego zapalenia indukowanego przez lipopolisacharydy (LPS) bakterii Gram ujemnych. W 2011 w tej samej uczelni uzyskał stopień doktora habilitowanego na podstawie pracy pt. Ocena zależności wydzielania adipokin i insulinooporności oraz asocjacji wybranych polimorfizmów genów adiponektyny i rezystyny w otyłości. W 2019 otrzymał tytuł naukowy profesora nauk medycznych.
Zawodowo związany z Centrum Medycznego Kształcenia Podyplomowego. Kierownik Zakładu Neuroendokrynologii Klinicznej CMKP. W kadencji 2016-2020 oraz 2020-2024 pełnił w CMKP funkcję Zastępcy Dyrektora ds. Dydaktycznych i Naukowych.
Członek towarzystw naukowych w tym m.in. członek Zarządu Głównego Polskiego Towarzystwa Neuroendokrynologii (od 2022 wiceprezes).
Dwukrotny laureat zespołowej naukowej nagrody Ministra Zdrowia.

## Odznaczenia
- Srebrny Krzyż Zasługi (2020)[11].
- Odznaka Honorowa „Za Zasługi dla Ochrony Zdrowia” (2022)
- Medal Komisji Edukacji Narodowej (2023)